# Verso sera
Verso sera è un film del 1990 diretto da Francesca Archibugi.

## Trama
Ludovico Bruschi, professore universitario avanti negli anni, ricostruisce una serie di eventi avvenuti nel 1977 in una lunga lettera destinata alla nipote, che all'epoca aveva quattro anni. Ludovico, già vedovo da qualche tempo, aveva un rapporto conflittuale con il figlio Oliviero, che desiderava una vita libera e senza regole, in conformità con alcune ideologie giovanili degli anni settanta; il ragazzo, dopo aver convissuto in una comune con Stella, aveva deciso di separarsene e di trasferirsi in una comunità agricola, affidando la bambina nata dalla conclusa relazione al nonno.
La piccola (significativamente registrata all'anagrafe come Mescalina, ma nell'uso quotidiano chiamata Papere) era stata abituata dai genitori al loro stesso tipo di vita sregolata, e all'inizio mostra delle difficoltà nei rapporti col nonno, intellettuale comunista ateo ma legato ad alcuni principi tradizionali quali il lavoro, l'ordine, il rispetto dei tempi e delle regole, paternalista nei confronti dell'anziana e analfabeta domestica Elvira, amante della cultura accademica e diffidente nei confronti degli sperimentalismi. Allontanatosi Oliviero, il rapporto si complica per l'invadenza di Stella, che non vuole rinunciare alla bambina, ma neppure alla vita senza regole che ha sempre vissuto.
La piccola risente di questo conflitto fra la madre e il nonno, e sembra ambiguamente riflettere la personalità di entrambi, soprattutto in un suo gioco in cui finge di essere due bambine diverse ("Papera prima" e "Papera seconda") perennemente in disaccordo. Ludovico e Stella inizialmente si detestano, dati i valori e gli stili di vita completamente opposti, ma poi finiscono per affezionarsi l'uno all'altra in una sorta di amore platonico e impossibile (del resto fra suocero e nuora "non si fa", almeno stando ai principi "borghesi" di Ludovico). Alla fine la singolare famiglia si riunisce nella fattoria-comune dove vive Oliviero. Rimane incerto l'avvenire dei personaggi, ma la piccola e intelligente Mescalina potrà prendere da ognuno dei suoi tanto diversi parenti tutto ciò che di buono sapranno trasmetterle.

## Riconoscimenti
- 1991 - David di Donatello
  - Miglior film
  - Migliore attrice non protagonista a Zoe Incrocci
  - Candidatura al Miglior regista a Francesca Archibugi
- 1991 - Nastro d'argento
  - Migliore attore protagonista a Marcello Mastroianni
  - Migliore attrice non protagonista a Zoe Incrocci
  - Candidatura al Migliore soggetto a Claudia Sbarigia, Gloria Malatesta e Francesca Archibugi
  - Candidatura al Migliore attrice non protagonista a Giovanna Ralli
  - Candidatura al Migliore attore non protagonista a Paolo Panelli
- 1991 - Globo d'oro
  - Migliore attore a Marcello Mastroianni